# Hongkong op de Olympische Winterspelen 2014
Hongkong was een van de landen die deelnam aan de Olympische Winterspelen 2014 in Sotsji, Rusland.
Bij de vierde deelname van Hongkong aan de Winterspelen nam de enige vertegenwoordiger namens de autonome stadstaat net als bij de eerste drie deelnames deel in het shorttracken. Pan-To Barton Lui was ook de vierde deelnemer en de eerste mannelijke winterolympiër.

## Deelnemers en resultaten
(m) = mannen, (v) = vrouwen 

### Shorttrack
| Olympiër          | Onderdeel | Resultaat | Prestatie             |
| ----------------- | --------- | --------- | --------------------- |
| Pan-To Barton Lui | 1500m (m) | 30e       | heat 2: 2.22,139 (5e) |